# Love You Live
Love You Live er et dobbelt live album fra The Rolling Stones, som blev udgivet i 1977. Albummet er sammensat af numre fra touren i Amerika i sommeren 1975, den europæiske tour i 1976 og nogle optræden i Toronto, Canada, i 1977. dette er bandet tredje officielle live udgivelse. 

## Historie
Albummet blev overdubbet og mixet fra sent i maj til midten af juni 1977, og den indeholder Billy Preston og Ian Stewart på klaver. Love You Live blev udgivet i september 1977 og blev godt modtaget. Den fik en 3. plads i England, og en 5. i USA, hvor den solgte guld. 
Love You Live var det sidste Rolling Stones album hvor Rolling Stones Records blev international blev udgivet under Warner Music. Bandets næste mange albums blev udgivet gennem EMI verden over, men i Nordamerika var det stadig Warner der udgav. 
Desuden var Love You Live det sidste album hvor Keith Richards blev stavet ude s, da han gik tilbage til sit rigtige efternavn Richards, og han startede med det ved udgivelsen af Some Girls. Det var også under indspilningerne til dette album, at Keith Richards blev arresteret på grund af besiddelse af heroin i Canada.
The Rolling Stones havde besluttede sig for at runde live albummet af med nogle live klub optagelser, som de ville spillede på El Mocambo Club i Toronto den 4. og 5. marts 1977. Intensionerne var at vise deres rødder af blues og  R ’n’ B fra da de startede på Crawdaddy Club i 1963. Men mens resten af The Rolling Stones ankom til Toronto på den aftalte dag, klar til indspilning, var Richards stadig i London. Otte dage og et utal af vrede telefonopkald, og telegrammer fra hans bandmedlemmer besluttede Keith Richards og Anita Pallenberg endelig at slutte sig til de andre. Mens de fløj til Toronto tog Richards nogle stoffer på flyets toilet, og gemte resten i sin kærestes håndtaske, som med det samme blev gennemsøgt af tolden da de landede. Selvom politiet og de canadiske toldmyndigheder tillod dem at rejse til deres hotel, blev parret overrasket nogle dage senere. Richards blev fire dage senere vækket af det canadiske politi, der allerede havde gennemsøgt hans værelse og fundet hans stoffer, mængden var stor nok til at give Richards alvorlige problemer ifølge den canadiske lovgivning.  
Utroligt nok, under de omstændigheder og Jagger paranoia om at Richards ville give dem alle sammen problemer – blæste The Rolling Stones taget af El Mocambo Club, og versionerne af "Mannish Boy" og "Around And Around" på Love You Live stammer derfra. Ifølge bandet selv var koncerten den 4. marts usikker og fyldt med problemer, men den 5. marts var fantastisk. I processen fik The Stones en kendt groupie. Det var selveste Margaret Trudeau, hvis ægteskab til Statsminister var på usikre grund. Selvfølgelig besluttede Jagger at flirte med Mrs. Trudeau, da hans håbede at hendes indflydelse ville kunne hjælpe Richards ud af balladen. Men det var forgæves da hun fandt sammen med Ron Wood i stedet . Naturligvis fik pressen færden af affæren, og startede en overskrifter som Pierre Trudeau ikke havde set magen til siden oktoberkrisen. Heldigvis for den canadiske regering endte Wood/Maggie affære hurtig. 

## Spor
- Alle sangene er skrevet af Mick Jagger og Keith Richard udtaget hvor andet er påført.

### Disc 1
Alle numrene er indspillet i Paris den 5, 6 og 7 juni 1976, undtaget hvor andet er skrevet. 
1. "Intro: Taget fra 'Fanfare for the Common Man'" (Aaron Copland) – 1:24
2. "Honky Tonk Women" – 3:19
3. "If You Can't Rock Me"/"Get Off of My Cloud" – 5:00 
  -  Optaget på Earl's Court, London, den 22. maj 1976.
4. "Happy" – 2:55
5. "Hot Stuff" – 4:35
6. "Star Star" – 4:10
7. "Tumbling Dice" – 4:00
8. "Fingerprint File" – 5:17 
  -  Optaget i Toronto, Canada, den 17. juni 1975.
9. "You Gotta Move" (Fred McDowell/Rev. Gary Davis) – 4:19
10. "You Can't Always Get What You Want" – 7:42

### Disc 2
1. "Mannish Boy" (Ellas McDaniel/McKinley Morganfield/Mel London) – 6:28
2. "Crackin' Up" (Ellas McDaniel) – 5:40
3. "Little Red Rooster" (Willie Dixon) – 4:39
4. "Around And Around" (Chuck Berry) – 4:09 
  -  De første fire sange blev optaget på El Mocambo klub i Toronto, Canada den 4/5 marts 1977.
5. "It's Only Rock 'n' Roll (But I Like It)" – 4:31 
  -  Optaget i Toronto, Canada, den 17. juni 1975.
6. "Brown Sugar" – 3:11
7. "Jumpin' Jack Flash" – 4:03
8. "Sympathy for the Devil" – 7:51 
  -   Optaget i Los Angeles, USA, 9 juni 1975.

## Fodnoter
1. ↑  "Arkiveret kopi". Arkiveret fra originalen 8. september 2007. Hentet 28. august 2007.